# Theo Ortner

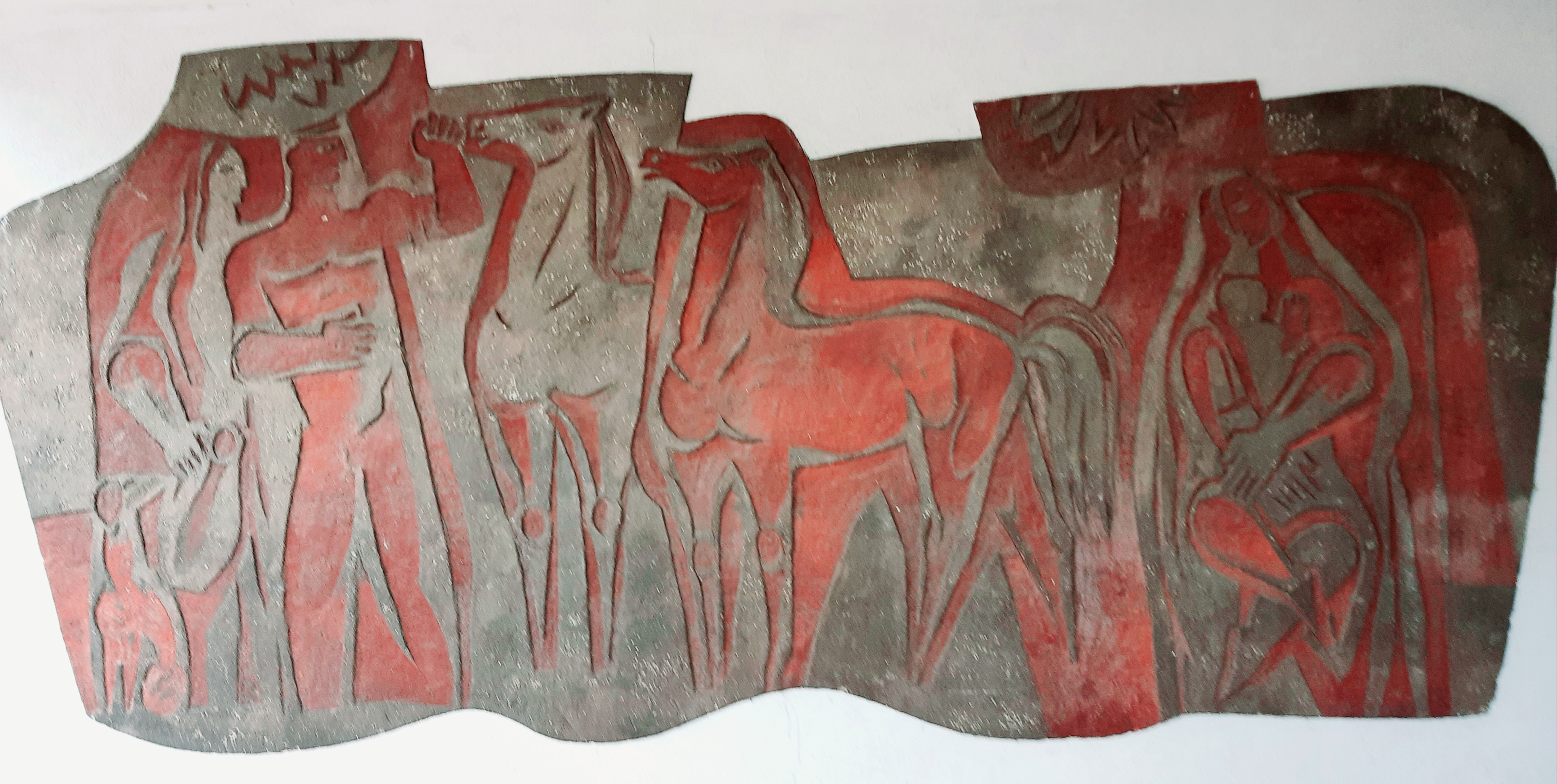
Theo Ortner: Menschen und Pferde, Wandbild am Finanzamt Hamburg-Harburg, 1953

Theo Ortner (* 11. März 1899 in München; † 7. März 1966 ebenda) war ein deutscher Maler.

## Leben
Theo Ortner besuchte nach einem Studium an der Kunstgewerbeschule Nürnberg von 1918 bis 1921 die Akademie der Bildenden Künste München. In den Jahren 1922 bis 1930 hatte er Arbeits- und Studienaufenthalte in Rom, Florenz, der Schweiz, Holland, Paris und Norwegen. Ab 1931 war er freischaffend als Maler und Bildhauer tätig und unterrichtete an mehreren Kunstschulen in Berlin. Von 1946 bis 1965 übernahm er die Meisterklasse für Wandbild- und angewandte Malerei an der damaligen Landeskunstschule Hamburg. Er war mit der Glasmalerin Hildegard Ortner verheiratet. In Hamburg finden sich verschiedene seiner Arbeiten als Kunst am Bau. Theo Ortner starb am 7. März 1966 in München.